# Carbromal
Carbromal ist ein Arzneistoff mit sedierender und schlafanstoßender Wirkung. Die Substanz wurde 1909 von Bayer patentiert und kam unter dem Namen Adalin als Beruhigungs- und Schlafmittel auf den Markt. Heutzutage gilt die Anwendung als obsolet.
Chemisch gesehen handelt es sich dabei um ein bromiertes Harnstoff-Derivat (Bromacylureid), das mit dem Bromisoval verwandt ist. Die Bromacylureide stehen strukturell der Barbitursäure nahe.

## Wirkung
Bromacylureide sind schwächer hypnotisch wirksam als die Barbiturate. Bei der Biotransformation dieser Wirkstoffe werden Bromid-Ionen frei, die eine Eliminationshalbwertszeit von zwölf Tagen aufweisen. Dies führt bei längerer Anwendung zu einer Kumulation.
In einer Studie konnte der hypnotische Effekt von 300 mg/kg Carbromal durch eine Dosis von 5 mg/kg Coffein vollständig aufgehoben werden. Eine weitere Studie untersuchte die karzinogene Wirkung von Carbromal; es konnte eine Korrelation zwischen der wochenlang niedrig dosierten Gabe und dem Auftreten von adrenalem Phäochromozytom beobachtet werden, vor allem in der Gruppe mit höherer Carbromal-Dosierung.

## Nebenwirkungen
Zu den Nebenwirkungen gehören u. a. Hautausschläge; von Wirkstoffen verursachte Hautreaktionen werden als Dermatitis Medicamentosa bezeichnet.
In der Literatur wurden auch Fälle von Carbromal-Abhängigkeit beschrieben.
Die Einnahme von größeren Dosen kann zu Nebenwirkungen führen, die für Bromismus typisch sind.